# 四大毒蛇
四大毒蛇是指四種分佈在印度的毒蛇，不少對蛇類有喜好的華文華語媒體及頻道基於這四種印度毒蛇對人類的致死個案數字統計有明顯高度危險性，而有俗稱牠們為「印度四天王」。它們因活動地點接近民居而在當地造成最多蛇咬個案，數字同時亦在全球所有毒蛇中最高。

## 成員
四大毒蛇的成員如下：
- 印度眼鏡蛇（Naja naja）：這亦是印度境內最著名的毒蛇。
- 青環蛇（Bungarus caeruleus）
- 山蝰
- 鋸鱗蝰（Echis carinatus）

## 並列原因
另一種著名的毒蛇眼鏡王蛇（Ophiophagus hannah）不是「四大毒蛇」的成員。眼鏡王蛇能向生物注射大量且猛烈的毒素，其致命性實際上比上述的四種蛇要高。可是，眼鏡王蛇多居於密林深處，甚少與人類接觸，而且眼鏡王蛇亦多只捕食其它蛇類，很少會像其他以鼠類為主食的蛇那樣被獵物吸引致人口稠密的地區(但有時會因追捕其他蛇類而到達人類的工作地區，如茶園)。
「四大毒蛇」的成員，相反，常見於印度地區，牠們常被人類居所滋養的鼠類所吸引，容易與人類發生接觸。為了治療因四大毒蛇的咬擊而導致中毒的受害者，印度當地的醫療團體已經製作了針對性的血清。

## 備註
1. ↑  Whitaker Z. 1990. Snakeman. Penguin Books Ltd. 192 pp. ISBN 0-14-014308-4.